# Prašivá (masyw)
Prašivá (pol. Praszywa) – rozległy masyw górski w Niżnych Tatrach na Słowacji, obejmujący najbardziej na zachód wysuniętą część grzbietu głównego tej grupy górskiej.

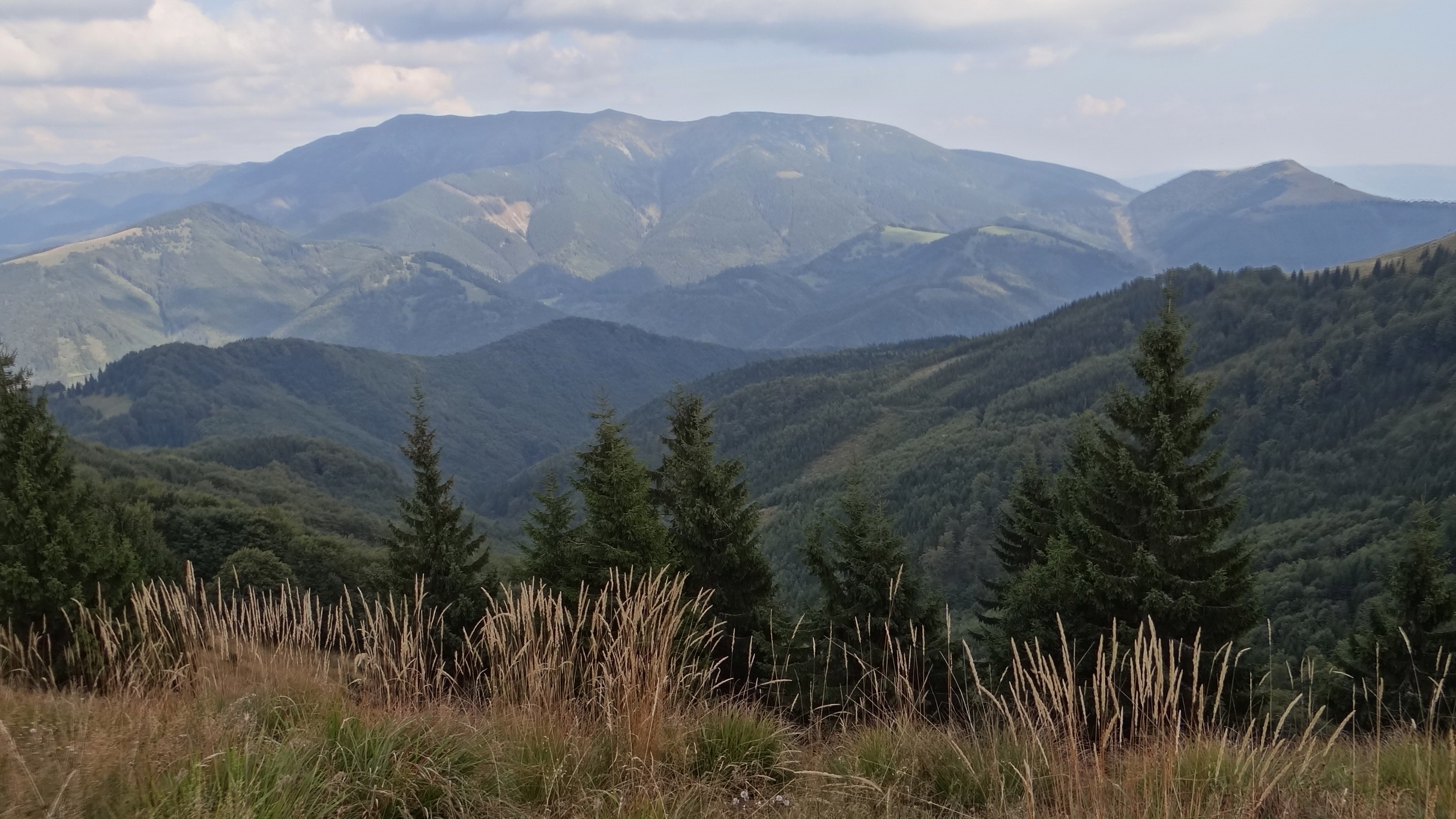
Widok na masyw Praszywej (na ostatnim planie) z Wielkiej Fatry. Od prawej: Kozí chrbát (1330 m), Hiadeľské sedlo (1099 m), Prašivá (1652 m), Malá Chochuľa (1720 m), Veľká Chochuľa (1753 m)

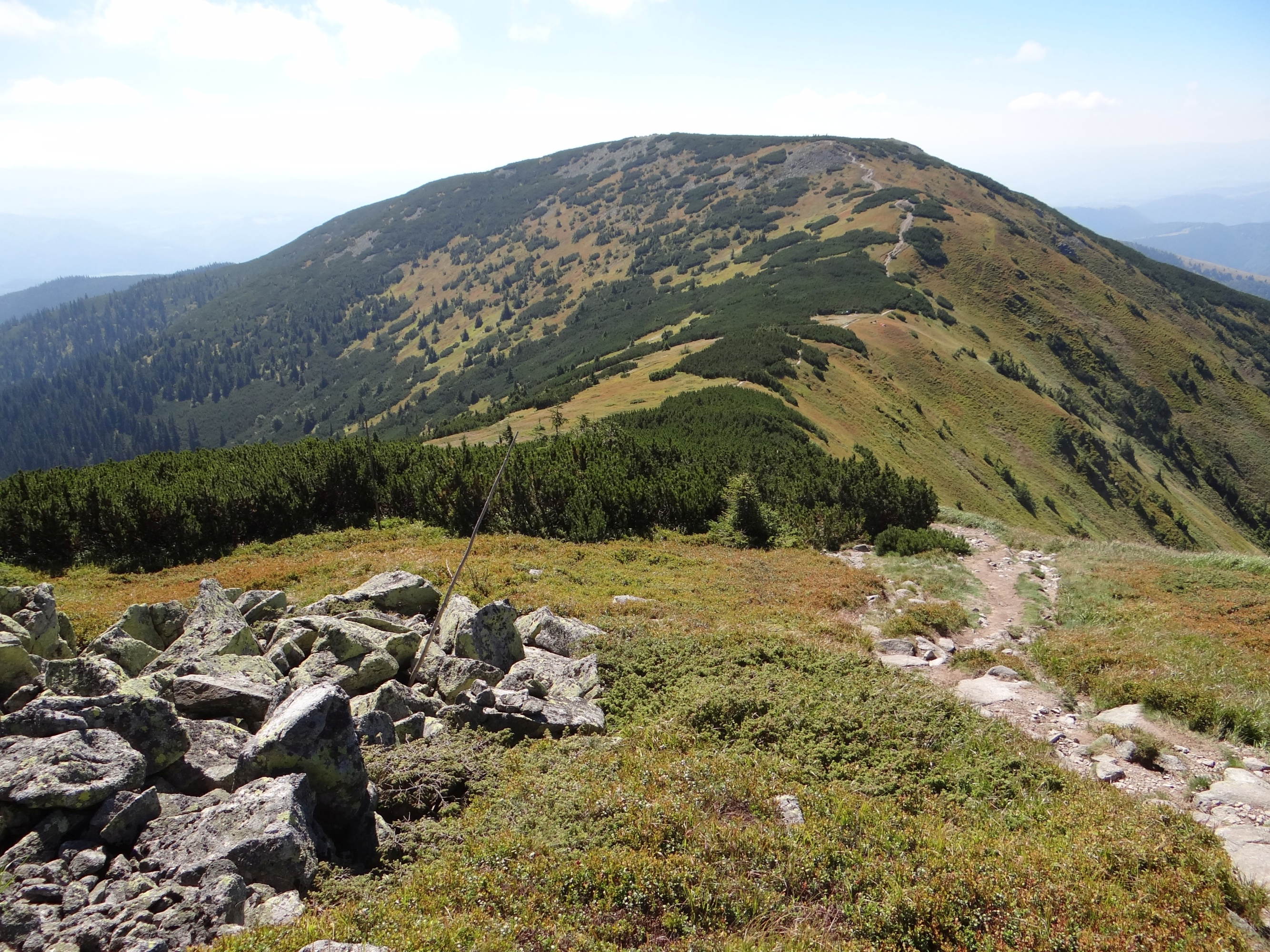
Prašivá

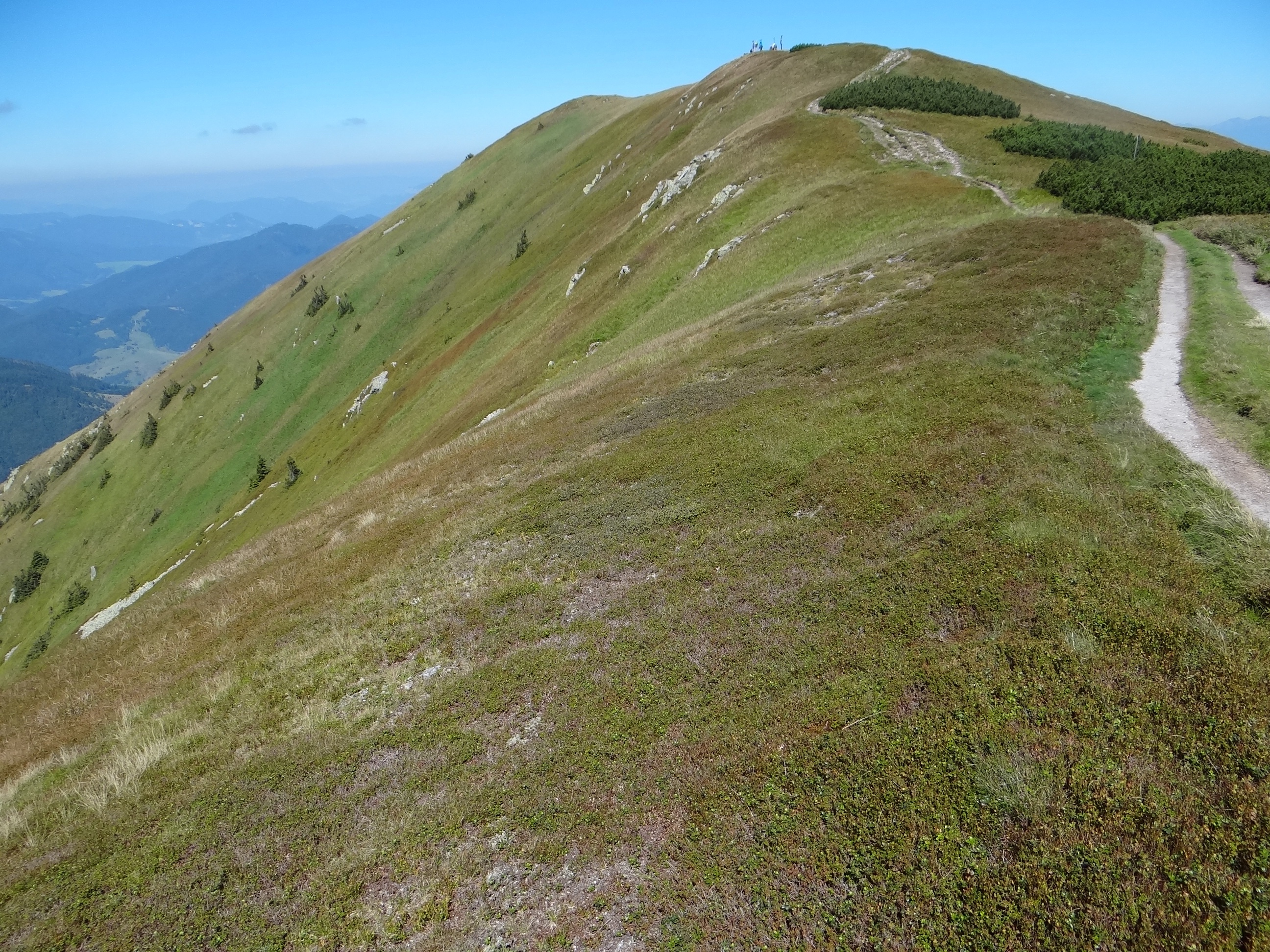
Grań masywu Praszywej

## Położenie
Nazwą "Prašivá" obejmuje się tradycyjnie fragment głównego grzbietu Niżnych Tatr, długości ok. 8 km, od granicznej Przełęczy Hiadelskiej (1099 m) na południowym zachodzie po szerokie, płytkie Siodło pod Skałką (1476 m) na północnym wschodzie. W grzbiecie wyróżnia się (licząc od Przełęczy Hiadelskiej) następujące szczyty: Prašivá (1652 m), Malá Chochuľa (1719 m), Veľká Chochuľa (1753 m), Košarisko (1695 m) i Skałkę (1549 m).

## Charakterystyka
Masyw Praszywej, z wysokimi szczytami Małej i Wielkiej Chochuli, optycznie dominuje ponad podchodzącymi podeń dolinami oraz położonymi tuż na zachód znacznie niższymi Starohorskimi Wierchami. Zwłaszcza, że ograniczające go Siodło pod Skałką jest stosunkowo niskie, a następnym szczytem dorównującym wysokością Wielkiej Chochuli jest dopiero odległa o ok. 10 km w linii prostej Ďurková (1750 m). Przebieg grzbietu jest stosunkowo łagodny. Stoki (zwłaszcza północno-zachodnie, po stronie liptowskiej) dość silnie rozczłonkowane dolinkami drobnych cieków wodnych, miejscami upstrzone drobnymi żeberkami skalnymi i pojedynczymi skałkami, zimą lawiniaste.
Po stronie północno-zachodniej boczne grzbiety masywu są stosunkowo krótkie, od samego początku silnie rozgałęzione, jedynie od szczytu Wielkiej Chochuli w kierunku północnym przez Banášov bok (1233 m) odgałęzia się bardziej wydatne ramię górskie. Po drugiej stronie natomiast masyw Praszywej wysyła na południe, ku dolinie Hronu dwa długie grzbiety boczne, rozdzielone Doliną Sopotnicką, dla których zwornikami są szczyty Prašivej i Košariska.

## Flora
Praktycznie cały odcinek grzbietu zaliczany do masywu (z wyjątkiem najniższych partii nad Przełęczą Hiadelską) pokrywają rozległe hale, schodzące w dół do poziomicy (w zależności od ukształtowania stoków i ekspozycji) od 1500 do nawet 1250 m n.p.m. Z kolei w wielu miejscach aż po sam grzbiet podchodzą łany kosodrzewiny. W niektórych miejscach na stokach południowych świerczyny tworzą jedynie bardzo wąski pas, a prawie pod samą górną granicę lasu podchodzą zwarte drzewostany bukowe.
Florystycznie ubogie murawy górskie tworzą tu głównie bliźniczka psia trawka i mietlica skalna. Wiosną ożywiają je kwitnące krokusy, urdziki karpackie i sasanki alpejskie. Nieco później zakwitają żółtymi kwiatami pięciornik złoty i liczne jaskry. Na obrzeżach kęp kosodrzewiny spotkamy okazy podbiałka alpejskiego.

## Historia
Masyw Prašivej był w przeszłości terenem, na którym poszukiwano rud kruszców. M. in. niewielkie ilości złota wydobywano na północnych stokach masywu, nad Korytnicą. Na Pustym Upłazie na północnych zboczach masywu od XVI w. znajdował się początek akweduktu, zaopatrującego w wodę ośrodek górniczy w Španiej Dolinie. W nocy z 7 na 8 sierpnia 1944 r. w tym rejonie została zrzucona na spadochronach 22-osobowa grupa partyzantów (20 radzieckich i 2 Słowaków), której zadaniem było organizacyjne wsparcie dla przygotowywanego słowackiego powstania narodowego. Po upadku powstania, w listopadzie i grudniu 1944 r. z rejonu Donoval grzbietem przez masyw Praszywej wycofywały się na wschód liczne pododdziały wojsk powstańczych.

## Turystyka
Całym grzbietem Praszywej, z Przełęczy Hiadelskiej po Siodło pod Skałką biegnie czerwono znakowany, dalekobieżny szlak turystyczny (Cesta hrdinov SNP). Od strony południowej na szczyt Wielkiej Chochuli wyprowadza zielono znakowany szlak z miejscowości Brusno, biegnący na całej długości Doliną Sopotnicką, natomiast na szczyt Koszarzysk – niebiesko znakowany szlak z Nemeckiej prowadzący przez Ráztocké lazy i Ráztocką Halę. Masyw, często odwiedzany zwłaszcza z racji biegnącego przezeń szlaku czerwonego, dzięki halnym terenom dostarcza rozległej, dookolnej panoramy, najchętniej oglądanej z najwyższej Wielkiej Chochuli.